# John Swinburne (Politiker, 1930)
John Swinburne (* 4. Juli 1930 in Pennsylvania; † 1. Oktober 2017) war ein amerikanisch-schottischer Politiker und Mitglied der Scottish Senior Citizens Unity Party (SSCUP).

## Leben
Als John Swinburne sieben Jahre alt war, zog seine Familie nach Motherwell. Er besuchte die Dalziel High School und war anschließend als Ingenieur und freischaffender Journalist tätig. Des Weiteren war er Präsident des Fußballvereins FC Motherwell und verfasste mehrere Bücher, darunter den Photoband Motherwell Football Club und die Chronik Motherwell Football Club: A History of "The Steelmen", 1886-1986.

## Politischer Werdegang
Swinburne war Mitbegründer der SSCUP und trat bei den Schottischen Parlamentswahlen 2003 als Spitzenkandidat in der Wahlregion Central Scotland an. Obwohl die Partei nur 6,5 % der Stimmen erreichen konnte, genügte dies zur Erlangung eines Parlamentssitzes. Außerdem kandidierte Swinburne für das Direktmandat im Wahlkreis Motherwell and Wishaw, erlangte jedoch nur die fünfthöchste Stimmenanzahl. Es gelang ihm mehr Stimmen als der Kandidat der Liberal Democrats zu erhalten. In seiner Zeit als Abgeordneter befasste sich Swinburne mit den Themenbereichen Senioren und Bildung. 2006 setzte sich Swinburne für die Wiedereinführung der körperlichen Züchtigung in Schulen ein. Der Vorschlag stieß auf breite Ablehnung. Bei den Parlamentswahlen 2007 verlor die SSCUP ihr Mandat. Swinburne kandidierte abermals im Wahlkreis Motherwell and Wishaw, war jedoch chancenlos. Im Jahre 2009 gab der Labour-Politiker Michael Martin sein Unterhaus-Mandat des Wahlkreises Glasgow North East zurück und Neuwahlen wurden für den Wahlkreis angesetzt. Nachdem Swinburne zunächst ankündigte als Nachfolger kandidieren zu wollen, zog er auf Grund unvorhergesehener Umstände im Oktober des Jahres zurück. Auch bei den Parlamentswahlen 2011 trat Swinburne wieder für seinen Wahlkreis an, konnte jedoch nicht die Stimmmehrheit erhalten. Bis heute ist Swinburne der einzige Politiker der SSCUP, der einen Parlamentssitz erringen konnte.